# Syzygium ultramaficum
Syzygium ultramaficum är en myrtenväxtart som beskrevs av Peter Shaw Ashton. Syzygium ultramaficum ingår i släktet Syzygium och familjen myrtenväxter. Inga underarter finns listade i Catalogue of Life.